# Fountainstown
Fountainstown (iriska: Baile Mhóntáin, engelska: Ballymontane) är en ort i republiken Irland.   Den ligger i provinsen Munster, i den södra delen av landet, 220 km sydväst om huvudstaden Dublin. Fountainstown ligger 110 meter över havet och antalet invånare är 894.
Terrängen runt Fountainstown är platt. Havet är nära Fountainstown åt sydost.  Närmaste större samhälle är Cork, 15,9 km nordväst om Fountainstown. 